# Produktionsekonomi
Produktionsekonomi är ett vetenskapligt läroämne vilket behandlar ekonomiska frågeställningar, med anknytande till det optimala utnyttjandet av produktionsfaktorer, främst inom industriföretag. Senare har produktionsekonomi även kommit att behandla effektiviseringar av tjänsteproduktion. 
Det metodologiska synsätt som företrädesvis tillämpas inom produktionsekonomin har sina rötter inom den gren av ekonomisk teori, som benämns produktionsteori. Denna teori har successivt integrerats med matematiska och statistiska modeller, vars lösningsmetoder går under namnet operationsanalys. Kvantitativ ekonomisk metodik har därmed erhållit en fast förankring inom det produktionsekonomiska forskningsfältet. I ämnet tillämpas dels ekonomiskt kunnande och ekonomiska resonemang på tekniska tillverkningsproblem, till exempel inom material- och produktionsstyrning, dels utnyttjas den ingenjörsvetenskapliga matematiken för att utveckla den ekonomiska kunskapen. En ledande internationell vetenskaplig tidskrift i produktionsekonomi är International Journal of Production Economics (utgiven av Elsevier, Amsterdam).
De första professurerna i ämnet i Sverige inrättades vid de tekniska högskolorna i Linköping 1972 och Lund 1993.